# Kendrapara (huyện)
Huyện Kendrapara là một huyện thuộc bang Odisha, Ấn Độ. Thủ phủ huyện Kendrapara đóng ở Kendrapara. Huyện Kendrapara có diện tích 2546 ki lô mét vuông. Đến thời điểm năm 2001, huyện Kendrapara có dân số 1301856 người.